# Questione irlandese
La questione irlandese era un'espressione usata per descrivere il nazionalismo irlandese e le richieste per l'indipendenza irlandese.
L'Irlanda del nord ha contrapposto la comunità protestante e unionista favorevole all'unione con la Gran Bretagna a quella cattolica e separatista, che rivendicava l'indipendenza ed era propensa all'unione con l'Irlanda.
La frase divenne prominente come risultato dell'Atto di Unione del 1800 che costrinse il parlamento irlandese a formare un unico organo di governo con il parlamento della Gran Bretagna, con sede a Westminster, con il suo uso persistente fino alla firma del trattato anglo-irlandese nel 1921, che divide l'isola in due territori: uno stato ora chiamato Irlanda (che in origine era chiamato Stato Libero Irlandese), e l'Irlanda del Nord, che rimane parte del Regno Unito.
Nel 1844, un futuro primo ministro britannico, Benjamin Disraeli, definì la questione irlandese:
Nel 1886, con l'introduzione della prima legge sulla Home Rule (letteralmente: la regola della casa) nella Camera dei Comuni, il termine "Anglo-Irish Quarrel" ottenne il favore e divenne più accettabile della condiscendenza implicita della "questione irlandese".
I problemi relativi all'Irlanda del Nord a partire dagli anni '20 vengono spesso definiti "The Troubles" o "The Irish Problem".
La questione irlandese influenzò la politica britannica più o meno nello stesso modo in cui il problema delle nazionalità interessò l'Austria-Ungheria. Le normali questioni interne britanniche non potevano essere affrontate adeguatamente a causa delle divisioni politiche create dall'oppressione dell'Irlanda. Il Partito Liberale si spaccò sulla Home Rule, con la fazione unionista che  ne fuoriuscì per creare il Partito Liberale Unionista, cedendo il controllo ai conservatori e danneggiando così la causa di ulteriori riforme sociali e politiche. Le persone che potevano essere d'accordo sulle riforme non potevano essere d'accordo sull'Irlanda, e l'Irlanda sembrava più importante. Poiché i due partiti tradizionali non hanno affrontato le questioni sociali, all'inizio del XX secolo un Partito Laburista appena organizzato ha iniziato a riempire il vuoto.
Nel 2017, il termine è stato anche usato per descrivere le questioni associate al confine tra Regno Unito e Irlanda e alla Brexit.